# Burmistrov
Burmistrov je priimek več oseb:
- Mihail Vasiljevič Burmistrov, sovjetski general
- Aleksander Burmistrov, ruski hokejist